# 黑色洛城的音乐
由Team Bondi开发、Rockstar Games发行的2011年新黑色风格侦探电子游戏《黑色洛城》采用安德鲁·黑尔和西門·海爾创作的配乐。这些音乐在伦敦阿比路录音室录制，一直参与Rockstar作品配乐的伍迪·杰克逊参与。安德鲁·黑尔认为创作游戏配乐是为了制造氛围，以此尝试创作亲近玩家的音乐。相关作品取材自1940年代电影，尽管开发团队不希望音乐特别展示出那个时代的风格，而是在配乐完成制作后专注于这一点。游戏还出现了克劳迪娅·布吕肯演唱、星期二真乐队作曲的歌曲，他们的作品也尝试契合游戏故事的年代。
游戏原声带专辑于2011年5月发行。第二张原声带《黑色洛城混音EP》（L.A. Noire Remixed EP）同日公开，收录当代DJ重混的六首经典爵士乐。专辑获得专业人士正面评价，被认为十分契合游戏的玩法及背景年代。游戏音乐获多项大奖提名。

## 创作历程

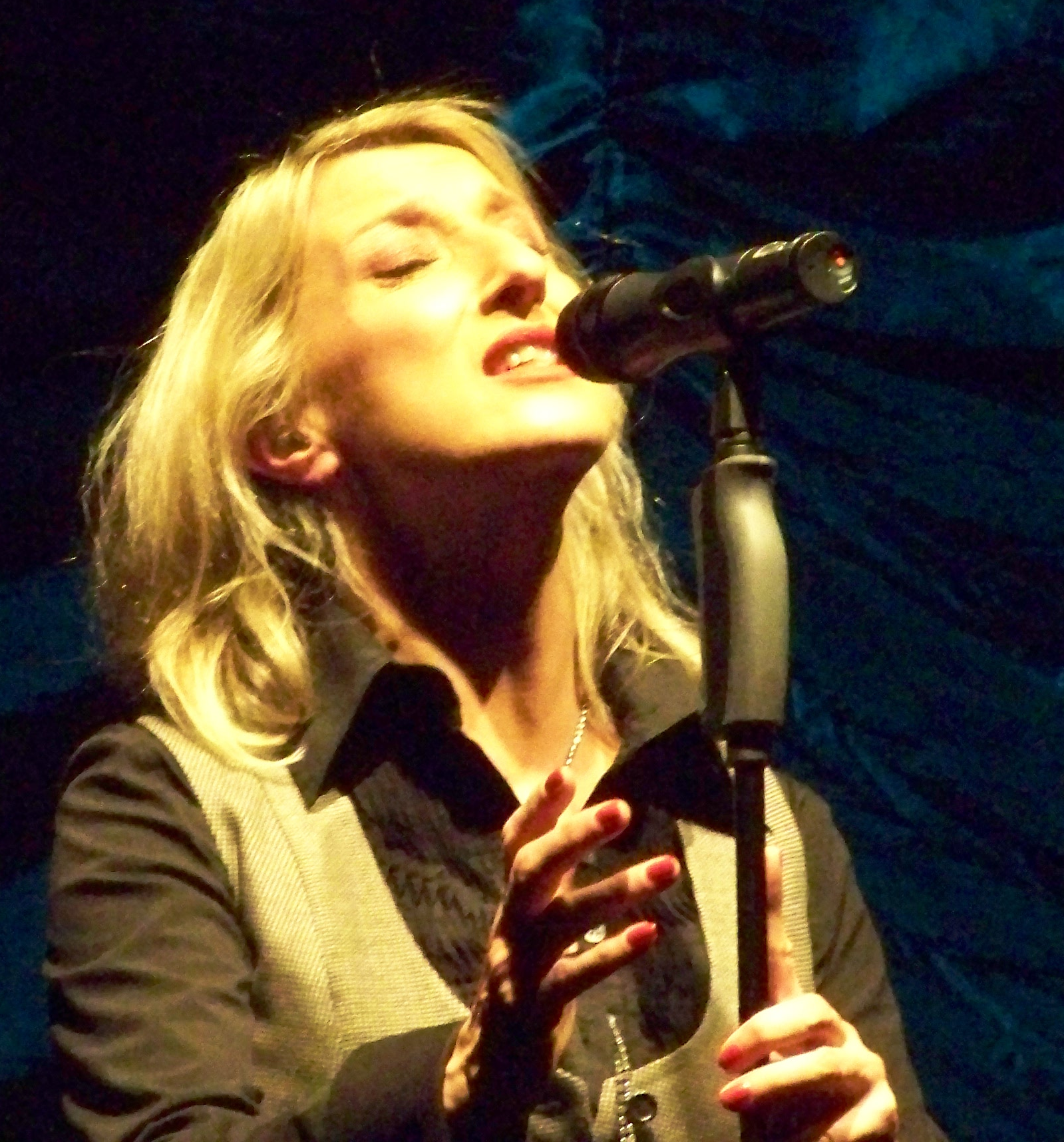
德国歌手克劳迪娅·布吕肯为游戏制作了三首歌曲。

《黑色洛城》采用原创配乐。这些音乐伴随着游戏玩法出现，在特定时刻提醒玩家留意调查特定物件。和Rockstar发行其他游戏一样，《黑色洛城》的游戏电台也出现了30首版权音乐，包括比莉·荷莉戴、路易斯·阿姆斯特朗和艾拉·費茲潔拉等艺人的作品。制作团队找来安德鲁·西蒙、西門·海爾和伍迪·杰克逊创作音乐，其中杰克逊曾参加《荒野大镖客：救赎》的配乐。配乐采用1940年代电影的管弦乐，在阿比路录音室录制。除了原创配乐和版权音乐，游戏还采用原创歌曲，“打造真实的声音，唤起人们对那个时代的回忆”。受邀创作原创歌曲的时候，星期二真乐队希望他们的歌手能“唤起那个时代的记忆”，最终找来克劳迪娅·布吕肯演唱。三首歌曲为《(I Always Kill) The Things I Love》、《Guilty》和《Torched Song》。
音乐总监伊万·巴甫洛维奇（Ivan Pavlovich）认为Rockstar对真实性及写实风格的关注激发作曲人在音乐中也这样关注。安德鲁·黑尔认为配乐创作是“关乎设置情绪”的灵活过程，而不是音乐专门迎合游戏背景时间的“机械”过程。音乐完成制作后，作曲人决定按照后者进行调查。他们希望打造亲近玩家的配乐，避免专门采用摇摆音符或爵士乐。安德鲁·黑尔认为管弦乐有助于这一点出现。

## 专辑

### 《黑色洛城官方原声带》
《黑色洛城官方原声带》收录游戏中的音乐，由安德鲁·黑尔和西門·海爾创作，共28首，总长55分钟，包括星期二真乐队作曲、克劳迪娅·布吕肯表演的歌曲。专辑在伦敦阿比路录音室录制，2011年5月17日随《黑色洛城混音带》（L.A. Noire Remixed）在iTunes Store发行。额外收录伍迪·杰克逊的音乐。
在游戏的带动下，专辑也获得普遍好评。《Kotaku》的柯克·汉密尔顿（Kirk Hamilton）将专辑列为2011年最佳游戏配乐，赞扬专辑为游戏的类型及时代背景设定“氛围”。《Video Game Writers》的珍·波塞尔（Jen Bosier）赞扬原声带重塑了游戏的背景，可以单独拿出来听。SF Critic的埃文·安德拉（Evan Andra）表示认同，特别赞扬专辑最后的三首歌曲，“非常适合放在专辑结尾”。《伦敦旗帜晚报》的大卫·史密斯（David Smyth）认为三首“紧张、优美”，整张原声带是“非常出彩的氛围音乐”。《Movie Wave》的詹姆斯·绍索尔（James Southall）认为原声带有助于塑造游戏的氛围，特别赞扬专辑的“动作音乐”。《Video Game Music Online》的西蒙·埃尔切普（Simon Elchlepp）认为专辑“非常成功地重塑1940年代爵士乐及电影配乐的诸多方面”，赞扬黑尔吃透这个音乐类型。
专辑获第8届英国游戏学院奖最佳原创音乐，获提名2011年国际电影音乐评论家协会奖最佳电子游戏/互动媒体原创配乐。专辑还获得《Video Game Music Online》最佳当代/另类配乐提名。
| 曲目表   | 曲目表                            | 曲目表                        | 曲目表 |
| 曲序     | 曲目                              | 艺人                          | 时长   |
| -------- | --------------------------------- | ----------------------------- | ------ |
| 1.       | Main Theme                        | 安德鲁·黑尔                   | 3:06   |
| 2.       | New Beginning, Pt. 1              | 安德鲁·黑尔和西蒙·黑尔        | 1:06   |
| 3.       | New Beginning, Pt. 2              | 安德鲁·黑尔和西蒙·黑尔        | 1:25   |
| 4.       | New Beginning, Pt. 3              | 安德鲁·黑尔和西蒙·黑尔        | 3:18   |
| 5.       | Minor 9th                         | 安德鲁·黑尔                   | 2:50   |
| 6.       | Pride of the Job, Pt. 1           | 安德鲁·黑尔和西蒙·黑尔        | 2:38   |
| 7.       | Pride of the Job, Pt. 2           | 安德鲁·黑尔和西蒙·黑尔        | 2:32   |
| 8.       | Noire Clarinet                    | 安德鲁·黑尔                   | 2:33   |
| 9.       | Temptation, Pt. 1                 | 安德鲁·黑尔和西蒙·黑尔        | 1:14   |
| 10.      | Temptation, Pt. 2                 | 安德鲁·黑尔和西蒙·黑尔        | 2:12   |
| 11.      | Temptation, Pt. 3                 | 安德鲁·黑尔和西蒙·黑尔        | 0:52   |
| 12.      | J.J.                              | 安德鲁·黑尔和Fly乐队          | 1:30   |
| 13.      | Redemption, Pt. 1                 | 安德鲁·黑尔和西蒙·黑尔        | 1:07   |
| 14.      | Redemption, Pt. 2                 | 安德鲁·黑尔和西蒙·黑尔        | 2:28   |
| 15.      | Redemption, Pt. 3                 | 安德鲁·黑尔和西蒙·黑尔        | 1:21   |
| 16.      | Slow Brood                        | 安德鲁·黑尔和西蒙·黑尔        | 2:02   |
| 17.      | Use and Abuse, Pt. 1              | 安德鲁·黑尔和西蒙·黑尔        | 1:26   |
| 18.      | Use and Abuse, Pt. 2              | 安德鲁·黑尔和西蒙·黑尔        | 0:49   |
| 19.      | Use and Abuse, Pt. 3              | 安德鲁·黑尔和西蒙·黑尔        | 0:38   |
| 20.      | Use and Abuse, Pt. 4              | 安德鲁·黑尔和西蒙·黑尔        | 1:21   |
| 21.      | Fall from Grace, Pt. 1            | 安德鲁·黑尔和西蒙·黑尔        | 1:44   |
| 22.      | Fall from Grace, Pt. 2            | 安德鲁·黑尔和西蒙·黑尔        | 1:13   |
| 23.      | Murder Brood, Pt. 1               | 安德鲁·黑尔和西蒙·黑尔        | 2:34   |
| 24.      | Murder Brood, Pt. 2               | 安德鲁·黑尔和西蒙·黑尔        | 2:18   |
| 25.      | Main Theme (Redux)                | 安德鲁·黑尔                   | 1:25   |
| 26.      | (I Always Kill) The Things I Love | 克劳迪娅·布吕肯和星期二真乐队 | 2:55   |
| 27.      | Guilty                            | 克劳迪娅·布吕肯和星期二真乐队 | 2:14   |
| 28.      | Torched Song                      | 克劳迪娅·布吕肯和星期二真乐队 | 4:12   |
| 总时长： | 总时长：                          | 总时长：                      | 55:21  |

### 《黑色洛城混音EP》
《黑色洛城混音带》收录游戏背景年代的六首经典爵士歌曲，由现代DJ重混。专辑对外宣传为神韵混音系列的“特别作”，收录艾拉·費茲潔拉、莱昂内尔·汉普顿、比莉·荷莉戴、黛娜·華盛頓等人的歌曲，由Ticklah、DJ普雷米尔、Moodymann等DJ重混。专辑于2011年5月17日登录iTunes Store，随原声带一同发行。
专辑获得普遍好评。《Video Game Writers》的波塞尔认为专辑是“系列的瑰宝”，唤起“游戏的感觉”，创作出“不错的复古氛围”。《伦敦旗帜晚报》的史密斯也表示认可，认为歌曲“现代化得高雅”。专辑获《Video Game Music Online》提名为最佳混音专辑。
| 曲目表   | 曲目表                                               | 曲目表                        | 曲目表 |
| 曲序     | 曲目                                                 | 原唱                          | 时长   |
| -------- | ---------------------------------------------------- | ----------------------------- | ------ |
| 1.       | Stone Cold Dead in the Market (Ticklah remix)        | 艾拉·費茲潔拉、路易斯·乔丹    | 4:17   |
| 2.       | Hey! Ba-Ba-Re-Bop (Midnight Sun remix)               | 莱昂内尔·汉普顿和他的管弦乐团 | 5:57   |
| 3.       | A Slick Chick (Maximum Balloon remix)                | 黛娜·华盛顿                   | 2:57   |
| 4.       | Ain't Nobody Here But Us Chickens (DJ Premier remix) | 路易斯·乔丹                   | 2:37   |
| 5.       | Sing Sing Sing (Truth & Soul remix)                  | 吉恩·克鲁帕                   | 4:19   |
| 6.       | That Ole Devil Called Love (Moodymann remix)         | 比莉·荷莉戴                   | 4:16   |
| 总时长： | 总时长：                                             | 总时长：                      | 24:19  |